# Ričardas Berankis
Ričardas Berankis, né le 21 juin 1990 à Vilnius, est un joueur de tennis professionnel lituanien.
Il fait partie de la génération 1990-1991, dont il est l'un des leaders après son titre en 2007 de champion du monde junior. Ses performances sur le circuit ATP font de lui le meilleur joueur de tennis de l'histoire de la Lituanie.
Membre et leader de l'équipe de Lituanie de Coupe Davis depuis 2007, il a permis à son équipe d'atteindre le groupe I de la zone Europe en 2015.

## Carrière

### 2005-2009: Débuts prometteurs
Il fait ses débuts sur le circuit junior en 2005 et remporte rapidement ses premiers tournois. En 2007, atteint les demi-finales de l'Open d'Australie, puis les quarts à Roland-Garros et encore les demies à Wimbledon. En septembre, il remporte l'US Open en battant Jerzy Janowicz, puis l'Orange Bowl en décembre contre Grigor Dimitrov. Ce titre lui permet de terminer l'année à la première place au classement ITF. C'est aussi en 2007 qu'il remporte son premier tournoi Future à Albufeira.
En 2008, il parvient à se qualifier à plusieurs tournois Challenger. Il participe également à son premier tournoi ATP à Umag, grâce à une wild card. Il s'incline au premier tour contre Fabio Fognini. En août, il échoue au troisième tour de qualifications de l'US Open, battu par l'Allemand Björn Phau.
Il évolue essentiellement sur le circuit Challenger à partir de 2009 et participe à deux demi-finales en étant à chaque fois issu des qualifications : à Karchi et Champaign.

### 2010: entrée dans le top 100

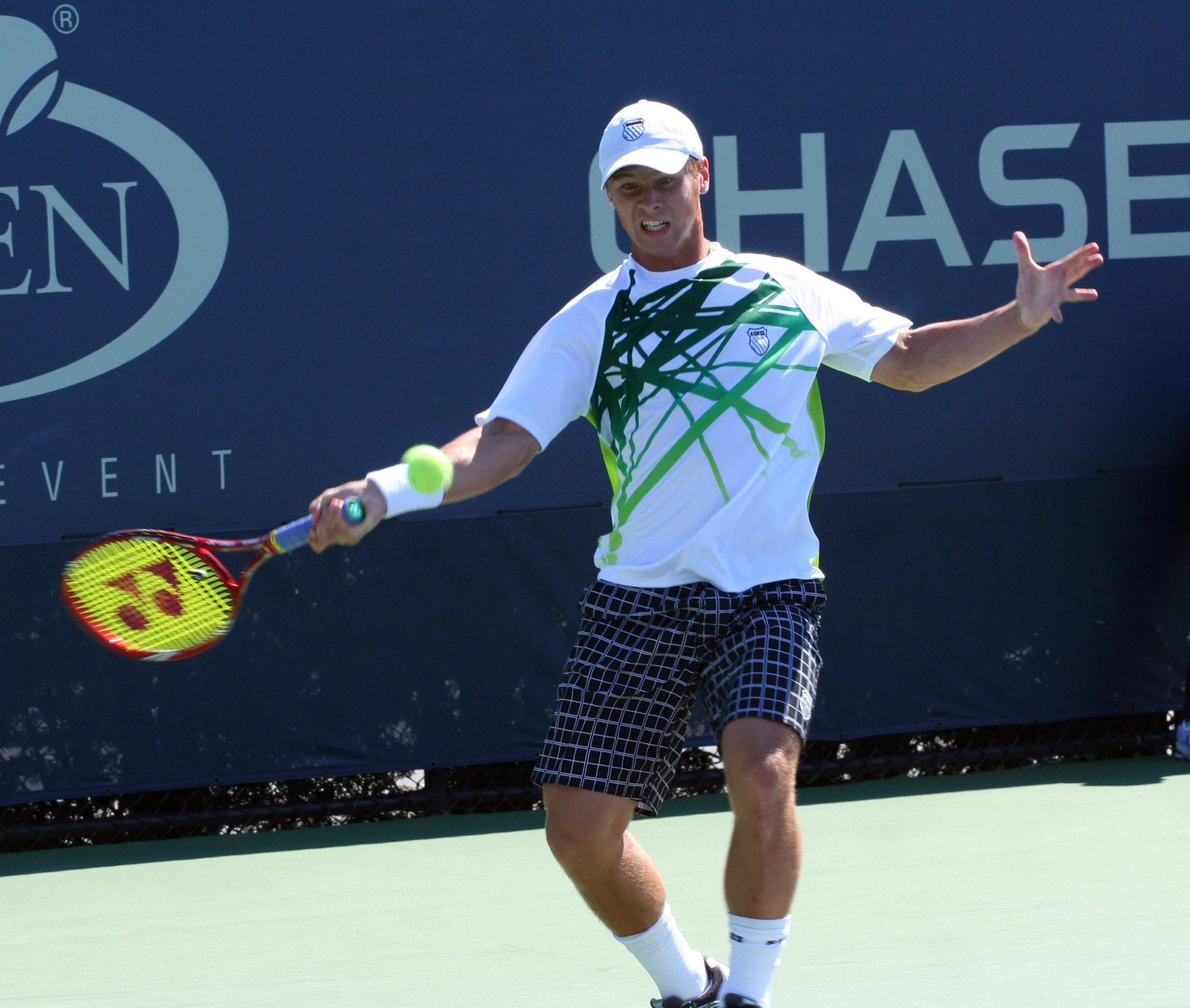
Ričardas Berankis à l'US Open 2010.

En 2010, il se fait remarquer à l'Open de San José en atteignant les quarts de finale grâce à ses victoires sur Robby Ginepri et Björn Phau. Il est stoppé par Fernando Verdasco. Cette performance lui permet d'entrer dans le top 200. En juin, il remporte son premier Challenger à Nottingham contre Go Soeda, en novembre, il remportera son second à Helsinki. Il enchaîne sur une qualification à Wimbledon, suivie d'une victoire au premier tour sur Carsten Ball (6-2, 6-0, 3-6, 7-65) mais il s'incline ensuite contre Feliciano López (7-5, 4-6, 6-3, 6-4). À l'US Open, il réalise la même performance avant d'être battu par Jürgen Melzer (6-4, 6-74, 6-3, 1-6, 7-5).

### 2011-2012: blessures puis première finale
Il commence l'année par un troisième tour à l'Open d'Australie où il profite notamment de l'abandon de David Nalbandian mais il est battu par David Ferrer (6-2, 6-2, 6-1). Il est aussi quart de finaliste à San José. Malheureusement, il se blesse au dos lors du tournoi d'Indian Wells, ce qui l'oblige à interrompre sa saison pendant quatre mois. Il revient en juillet pour la tournée américaine et participe également à plusieurs tournois Challenger où il atteint quatre demi-finales et une finale.
Il contracte une nouvelle blessure début 2012, cette fois-ci à l'abdomen lors des qualifications du tournoi de San José, ce qui l'empêche de jouer jusqu'en juin. Après la saison sur gazon, il accède à la finale du tournoi de Winnetka, puis passe un tour à Atlanta. Il se révèle ensuite à Los Angeles, sorti des qualifications, il atteint la finale du tournoi après avoir éliminé trois têtes de série : Björn Phau (7-68, 6-4), Nicolas Mahut (6-4, 6-4) et Marinko Matosevic (7-5, 6-1). Il est finalement battu de manière expéditive par l'Américain Sam Querrey (6-0, 6-2) en seulement 52 minutes, soit le match le plus rapide du tournoi. En fin d'année, il est quart de finaliste à Saint-Pétersbourg et Stockholm.

### Depuis 2013
Comme en 2011, il accède au troisième tour à Melbourne en 2013 mais échoue face à Andy Murray (6-3, 6-4, 7-5). Il est également trois fois quart de finaliste dans des tournois ATP aux États-Unis, notamment à Winston-Salem où il écarte Roberto Bautista-Agut. En novembre, il est finaliste à Helsinki.
En 2014, il se distingue en éliminant Jürgen Melzer à Munich et Milos Raonic à Moscou, victoires qui lui permettent d'accéder aux quarts de finale de ces tournois. Sur le circuit Challenger, il s'adjuge deux nouveaux titres à Astana et Andria.
En 2015, il totalise notamment une victoire sur Gilles Müller à Zagreb, une finale à Recanati et deux autres quarts de finale à Atlanta et Winston-Salem, avec au passage une victoire sur l'Uruguayen Pablo Cuevas.
Redescendu au niveau Challenger, il remporte l'Open Saint-Brieuc le 1er avril 2018.

## Palmarès

### Finales en simple messieurs
| No | Date       | Nom et lieu du tournoi       | Catégorie | Dotation  | Surface    | Vainqueur     | Score         |          |
| -- | ---------- | ---------------------------- | --------- | --------- | ---------- | ------------- | ------------- | -------- |
| 1  | 29-07-2012 | Farmers Classic, Los Angeles | ATP 250   | 557 550 $ | Dur (ext.) | Sam Querrey   | 6-0, 6-2      | Parcours |
| 2  | 16-10-2017 | VTB Kremlin Cup, Moscou      | ATP 250   | 745 940 $ | Dur (int.) | Damir Džumhur | 6-2, 1-6, 6-4 | Parcours |

### Titre en double messieurs
| No | Date       | Nom et lieu du tournoi                                         | Catégorie | Dotation  | Surface      | Partenaire          | Finalistes                     | Score    |          |
| -- | ---------- | -------------------------------------------------------------- | --------- | --------- | ------------ | ------------------- | ------------------------------ | -------- | -------- |
| 1  | 06-04-2015 | Fayez Sarofim & Co. U.S. Men's Clay Court Championship Houston | ATP 250   | 488 225 $ | Terre (ext.) | Teymuraz Gabashvili | Treat Conrad Huey Scott Lipsky | 6-4, 6-4 | Parcours |

### TournoisChallenger
| #   | Date          | Tournoi                                                     | Dotation  | Adversaire en finale | Score         |
| --- | ------------- | ----------------------------------------------------------- | --------- | -------------------- | ------------- |
| 1.  | Juin 2010     | Aegon Trophy, Nottingham                                    | 42 500 $  | Go Soeda             | 6-4, 6-4      |
| 2.  | Novembre 2010 | IPP Open, Helsinki                                          | 106 500 € | Michał Przysiężny    | 6-1, 2-0 ab.  |
| 3.  | Juillet 2014  | President's Cup, Astana                                     | 125 000 $ | Marsel İlhan         | 7-5, 5-7, 6-3 |
| 4.  | Novembre 2014 | Internazionali di Tennis Castel del Monte, Andria           | 35 000 €  | Nikoloz Basilashvili | 6-4, 1-0 ab.  |
| 5.  | Novembre 2015 | Sparkassen ATP Challenger, Ortisei                          | 64 000 €  | Rajeev Ram           | 7-63, 6-4     |
| 6.  | Avril 2016    | Gwangju Open Challenger, Gwangju                            | 50 000 $  | Grega Žemlja         | 6-3, 6-2      |
| 7.  | Avril 2016    | TAC Cup China International Nanjing Challenger, Nankin      | 50 000 $  | Grega Žemlja         | 6-3, 6-4      |
| 8.  | Mai 2017      | Shymkent Challenger, Chimkent                               | 50 000 $  | Yannick Hanfmann     | 6-3, 6-2      |
| 9.  | Mars 2018     | Open Harmonie Mutuelle, Saint-Brieuc                        | 43 000 €  | Constant Lestienne   | 6-2, 5-7, 6-4 |
| 10. | Janvier 2019  | Open de Rennes, Rennes                                      | 69 280 €  | Antoine Hoang        | 6-4, 6-2      |
| 11. | Mars 2019     | Challenger Banque Nationale de Drummondville, Drummondville | 54 160 $  | Yannick Maden        | 6-3, 7-5      |
| 12. | Mai 2019      | Busan Open Challenger, Busan                                | 162 480 $ | Andrew Harris        | 7-65, 6-2     |
| 13. | Août 2019     | Odlum Brown Vanopen, Vancouver                              | 108 320 $ | Jason Jung           | 6-3, 5-7, 6-4 |

## Parcours dans les tournois duGrand Chelem

### En simple
| Année | Open d'Australie | Open d'Australie | Internationaux de France | Internationaux de France | Wimbledon       | Wimbledon          | US Open         | US Open           |
| ----- | ---------------- | ---------------- | ------------------------ | ------------------------ | --------------- | ------------------ | --------------- | ----------------- |
| 2010  | —                | —                | —                        | —                        | 2e tour (1/32)  | Feliciano López    | 2e tour (1/32)  | Jürgen Melzer     |
| 2011  | 3e tour (1/16)   | David Ferrer     | —                        | —                        | —               | —                  | —               | —                 |
|       |                  |                  |                          |                          |                 |                    |                 |                   |
| 2013  | 3e tour (1/16)   | Andy Murray      | 1er tour (1/64)          | Julien Benneteau         | 1er tour (1/64) | P.-H. Mathieu      | 1er tour (1/64) | Novak Djokovic    |
| 2014  | 1er tour (1/64)  | A. Dolgopolov    | —                        | —                        | —               | —                  | —               | —                 |
| 2015  | 2e tour (1/32)   | Kevin Anderson   | 1er tour (1/64)          | S. Stakhovsky            | 2e tour (1/32)  | Marin Čilić        | 2e tour (1/32)  | David Goffin      |
| 2016  | 1er tour (1/64)  | A. Dolgopolov    | 1er tour (1/64)          | Nicolas Mahut            | 1er tour (1/64) | Marcus Willis      | 2e tour (1/32)  | Dominic Thiem     |
| 2017  | —                | —                | 1er tour (1/64)          | Paolo Lorenzi            | 1er tour (1/64) | Steve Darcis       | 1er tour (1/64) | Adrian Mannarino  |
| 2018  | 1er tour (1/64)  | S. Wawrinka      | 1er tour (1/64)          | Alexander Zverev         | 1er tour (1/64) | Mackenzie McDonald | 1er tour (1/64) | Chung Hyeon       |
| 2019  | —                | —                | 1er tour (1/64)          | David Goffin             | 2e tour (1/32)  | J.-W. Tsonga       | 2e tour (1/32)  | P. Carreño Busta  |
| 2020  | 2e tour (1/32)   | Sam Querrey      | 2e tour (1/32)           | Novak Djokovic           | Annulé          | Annulé             | 3e tour (1/16)  | P. Carreño Busta  |
| 2021  | 2e tour (1/32)   | Karen Khachanov  | 3e tour (1/16)           | Novak Djokovic           | 1er tour (1/64) | Lloyd Harris       | 1er tour (1/64) | Diego Schwartzman |
| 2022  | 2e tour (1/32)   | Andrey Rublev    | 1er tour (1/64)          | Laslo Djere              | 2e tour (1/32)  | Rafael Nadal       | —               | —                 |

N.B. : à droite du résultat se trouve le nom de l'ultime adversaire.

### En double
| Année | Open d'Australie                                                                               | Open d'Australie                                                                       | Internationaux de France                                                            | Internationaux de France                                                                  | Wimbledon                                                                               | Wimbledon                                                                            | US Open | US Open |
| ----- | ---------------------------------------------------------------------------------------------- | -------------------------------------------------------------------------------------- | ----------------------------------------------------------------------------------- | ----------------------------------------------------------------------------------------- | --------------------------------------------------------------------------------------- | ------------------------------------------------------------------------------------ | ------- | ------- |
| 2013  | —                                                                                              | —                                                                                      | —                                                                                   | —                                                                                         | 1er tour (1/32) Lu Yen-hsun \|\| style="text-align:left;" \| T. Bednarek M. Kowalczyk   | —                                                                                    | —       |         |
|       |                                                                                                |                                                                                        |                                                                                     |                                                                                           |                                                                                         |                                                                                      |         |         |
| 2015  | 1er tour (1/32) A. Haider-Maurer \|\| style="text-align:left;" \| J.-J. Rojer Horia Tecău      | —                                                                                      | —                                                                                   | —                                                                                         | —                                                                                       | 1er tour (1/32) T. Gabashvili \|\| style="text-align:left;" \| R. Klaasen Rajeev Ram |         |         |
| 2016  | —                                                                                              | —                                                                                      | 2e tour (1/16) Lukáš Rosol \|\| style="text-align:left;" \| T. C. Huey Max Mirnyi   | 1er tour (1/32) Denis Kudla \|\| style="text-align:left;" \| S. González Scott Lipsky     | —                                                                                       | —                                                                                    |         |         |
|       |                                                                                                |                                                                                        |                                                                                     |                                                                                           |                                                                                         |                                                                                      |         |         |
| 2019  | —                                                                                              | —                                                                                      | 2e tour (1/16) Y. Nishioka \|\| style="text-align:left;" \| J.-J. Rojer Horia Tecău | 1er tour (1/32) M. Fucsovics \|\| style="text-align:left;" \| Nikola Mektić Franko Škugor | 2e tour (1/16) J.-I. Londero \|\| style="text-align:left;" \| Jamie Murray Neal Skupski |                                                                                      |         |         |
| 2020  | 1er tour (1/32) Sander Arends \|\| style="text-align:left;" \| Jürgen Melzer É. Roger-Vasselin | 1er tour (1/32) Y. Nishioka \|\| style="text-align:left;" \| Aljaž Bedene Dennis Novak | Annulé                                                                              | Annulé                                                                                    | —                                                                                       | —                                                                                    |         |         |
| 2021  | 2e tour (1/16) M. Kukushkin \|\| style="text-align:left;" \| J. Duckworth M. Polmans           | 1er tour (1/32) A. Ramos \|\| style="text-align:left;" \| Dan Added J.-W. Tsonga       | 2e tour (1/16) D. Köpfer \|\| style="text-align:left;" \| R. Klaasen B. McLachlan   | 1/8 de finale B. Paire \|\| style="text-align:left;" \| S. Johnson S. Querrey             |                                                                                         |                                                                                      |         |         |

N.B. : le nom du partenaire se trouve sous le résultat ; le nom des ultimes adversaires se trouve à droite.

## Parcours dans lesMasters 1000
| Année | Indian Wells           | Miami                  | Monte-Carlo | Madrid | Rome | Canada              | Cincinnati          | Shanghai | Paris              |
| ----- | ---------------------- | ---------------------- | ----------- | ------ | ---- | ------------------- | ------------------- | -------- | ------------------ |
| 2011  | 2e tour F. Verdasco    | 1er tour F. López      | —           | —      | —    | —                   | —                   | —        | —                  |
|       |                        |                        |             |        |      |                     |                     |          |                    |
| 2013  | —                      | 1er tour J. Melzer     | —           | —      | —    | —                   | —                   | —        | —                  |
|       |                        |                        |             |        |      |                     |                     |          |                    |
| 2015  | —                      | 1er tour A. Dolgopolov | —           | —      | —    | —                   | —                   | —        | —                  |
|       |                        |                        |             |        |      |                     |                     |          |                    |
| 2018  | 1er tour D. Shapovalov | 1er tour Radu Albot    | —           | —      | —    | —                   | —                   | —        | —                  |
| 2019  | 2e tour J.-L. Struff   | —                      | —           | —      | —    | —                   | —                   | —        | 1er tour K. Edmund |
| 2020  | n.o.                   | n.o.                   | n.o.        | n.o.   | —    | n.o.                | 2e tour N. Djokovic | n.o.     | —                  |
| 2021  | —                      | 2e tour J.-L. Struff   | —           | —      | —    | 1er tour J. Millman | —                   | n.o.     | —                  |

N.B. : sous le résultat se trouve le nom de l’ultime adversaire.

## Victoires sur le top 10
Toutes ses victoires sur des joueurs classés dans le top 10 de l'ATP lors de la rencontre.
| Légende      |
| ------------ |
| Grand Chelem |
| Masters 1000 |
| 500 Series   |
| 250 Series   |
| Coupe Davis  |

| # | R.B.   | Tournoi | Année | Surface    | Adversaire   | Rang | Tour | Score         |
| - | ------ | ------- | ----- | ---------- | ------------ | ---- | ---- | ------------- |
| 1 | no 116 | Moscou  | 2014  | Dur (int.) | Milos Raonic | no 9 | 1/8  | 6-3, 4-6, 6-3 |
| 2 | no 91  | Bâle    | 2016  | Dur (int.) | Milos Raonic | no 4 | 1/16 | 3-6, 6-3, 6-3 |

## Classements ATP en fin de saison
| Année          | 2006 | 2007 | 2008 | 2009 | 2010 | 2011 | 2012 | 2013 | 2014 | 2015 | 2016 | 2017 | 2018 | 2019 | 2020 | 2021 | 2022 |
| Rang en simple | 1540 | 698  | 459  | 324  | 87   | 125  | 114  | 131  | 86   | 85   | 92   | 138  | 117  | 66   | 69   | 104  | 170  |
| Rang en double | –    | –    | 785  | 1602 | 1128 | 286  | 668  | 338  | 762  | 146  | 382  | 822  | –    | 295  | 328  | 199  | 495  |

Source : (en) Classements de Ričardas Berankis sur le site officiel de la Fédération internationale de tennis